# Sirkap

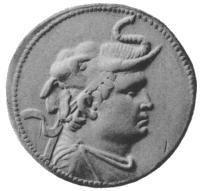
Kung Demetrius I.

Sirkap är en arkeologisk plats på kusten mitt emot Taxila, Punjab i Pakistan.
Staden Sirkap byggdes av den grekisk-baktriske kungen Demetrius I efter att han invaderade Indien omkring 180 f.Kr. Demetrius grundlade ett indo-grekiskt kungadöme på den norra och nordvästra indiska subkontinenten. Sirkap sägs även ha återuppbyggts av kung Menander.

## En grekisk stad

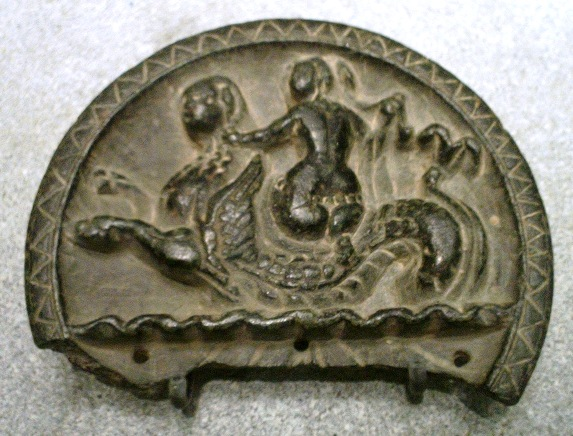
Stenpalett som visar en Nereid som åker på sjömonstret Ceto, 100-talet f.Kr.

Platsen Sirkap byggdes enligt det hippodamiska rutnätet som var karaktäristiskt för grekiska städer. Den är organiserad runt en huvudgata och 15 rätvinkliga gator på ett område på 1 200 meterx400 meter och omges av 5–7 meter höga murar som är 4,8 kilometer långa. Ruinerna är av grekisk karaktär, liknande de som finns i Olynthos i Makedonien.
Flera hellenistiska konstföremål har hittats, speciellt mynt med grekisk-baktriska kungar och stenpaletter från grekiska mytologiska händelser. Vissa är äkta hellenistiska, andra visar på en utveckling av den grekisk-baktriska stilen mot en mer indisk stil som hittats i Ai-Khanoum. Till exempel så kan föremål som indiska armband hittas på grekiska mytologiska figurer som Artemis.
Efter att grekerna hade byggt staden byggdes den om under anfallet från indoskyterna och senare indopartierna efter en jordbävning år 30.

## Religiösa byggnader
Buddhistiska stupor med starka hellenistiska drag kan hittas över hela Sirkap. Även hinduiska tempel kan hittas vilket vittnar om en blandning av religiösa kulturer. Ett grekiskt tempel i jonisk ordning finns på den närliggande platsen Jandial, 650 meter från Sirkap, men den kan vara från den zoroastriska kulturen.
Sirkap vittnar om indo-grekernas aktiviteter i stadsbyggandet under deras ockupation av det indiska territoriet under två århundraden, liksom deras samarbete med andra religiösa inriktningar, som till exempel buddhismen.

## Besök av Apollonios från Tyana
Den grekiske filosofen Apollonios från Tyana sägs ha besökt Taxila under det första århundradet. Han beskriver de grekiskinspirerade konstruktionerna och refererar förmodligen till Sirkap:
"Taxila, sägs det, är ungefär lika stort som Nineveh, och grundlades ganska likt stilen på grekiska städer" 
"Jag har redan beskrivit det sätt som staden omges av murar, men det sägs att staden delades upp i smala gator på samma oregelbundna sätt som i Aten och att husen byggdes på ett sådant sätt, att om man tittar på dem från utsidan så har de bara en berättelse, medan om man går in i husen så har de underjordiska rum som går lika djupt under marken som rummen ovanför marken."